# SpongeBob's Truth or Square
SpongeBob's Truth or Square (pt: SpongeBob - Frio Aniversário e br: Bob Esponja - Entrando numa Fria) é o terceiro filme baseado no programa de TV SpongeBob SquarePants. O filme foi disponibilizado pela Nickelodeon, estreou dia 6 de novembro de 2009 nos Estados Unidos e dia 26 de novembro de 2009 no Brasil.

## Sinopse
O Siri Cascudo comemora seu 117.º aniversário, atraindo centenas de clientes ao restaurante. Seu Siriguejo, com medo de ter a fórmula do hambúrguer de siri roubada pelo Plankton, seu arquinimigo, contrata Patrick Estrela como seu segurança. Bob Esponja, Patrick, Lula Molusco e Seu Siriguejo, enquanto se preparavam para a comemoração, ficam acidentalmente trancados no congelador.
Ao tentarem sair pelos dutos de ventilação, Patrick Estrela, Lula Molusco e Seu Sirigueijo relembram momentos importantes de suas vidas. Enquanto isso, Plankton encontra a oportunidade perfeita para tentar roubar a fórmula do hamburger de siri.
Alguns flashbacks mostrados no filme são: imagens do Bob Esponja quando ele era bebê, os primeiros comerciais do Siri Cascudo, o primeiro dia dele na casa de abacaxi e quando Sandy e Bob Esponja se casam.

## Convidados Especiais
Várias estrelas foram convidadas para emprestar as suas vozes para o filme, entre elas, estão: Will Ferrell, Ricky Gervais, Craig Ferguson, Robin Williams, Tina Fey, Rosario Dawson, LeBron James, P!nk, Triumph the Insult, Comic Dog, e outros.

## Recepção nosEUA
O filme SpongeBob's Truth or Square, em sua exibição nos EUA, atraiu 7.7 milhões de pessoas.

## Recepção noBrasil
No Brasil, o filme conseguiu 28 pontos vencendo no horário uma maratona de Sunny entre Estrelas no Zapping Zone da Disney, Os Padrinhos Mágicos do Disney XD, Chowder e Flapjack, do Cartoon Network.

## Livros
Em setembro de 2009, dois livros baseados no filme foram lançados, SpongeBob SquarePants: The Great Escape e SpongeBob SquarePants: Good Times!.

## Jogo
Um jogo do filme foi lançado para Wii, Xbox 360, Nintendo DS e PSP no dia 26 de Outubro de 2009.

## DVD
No dia 10 de Novembro de 2009, foi lançado o filme em DVD.